# 20點新聞 (法國電視二台)
20點新聞 （法語：Journal de 20 heures）是法國電視2台至1975年1月6日開始每晚20點播出的一個電視新聞節目。自2001年開始，20點新聞在週一至週四的主持人是David Pujadas。20點新聞的收視率也從2001年的22%升高到2004年的24,7%。現在20點新聞週末版的主持人則是Laurent Delahousse。